# Bactericera harrisoni
Bactericera harrisoni är en insektsart som först beskrevs av Wagner 1955.  Bactericera harrisoni ingår i släktet Bactericera och familjen spetsbladloppor. Inga underarter finns listade i Catalogue of Life.